# Ourense (tartomány)
Ourense (ez egy galiciai nyelvű elnevezés, spanyolul Orense) egy tartomány Spanyolországban, Galicia autonóm közösségben. Fővárosa Ourense. Ourense Pontevedra, Lugo, León, Zamora, Viana do Castelo, Bragança, Vila Real és Braga tartományokkal határos.